# Guido Maria Guida

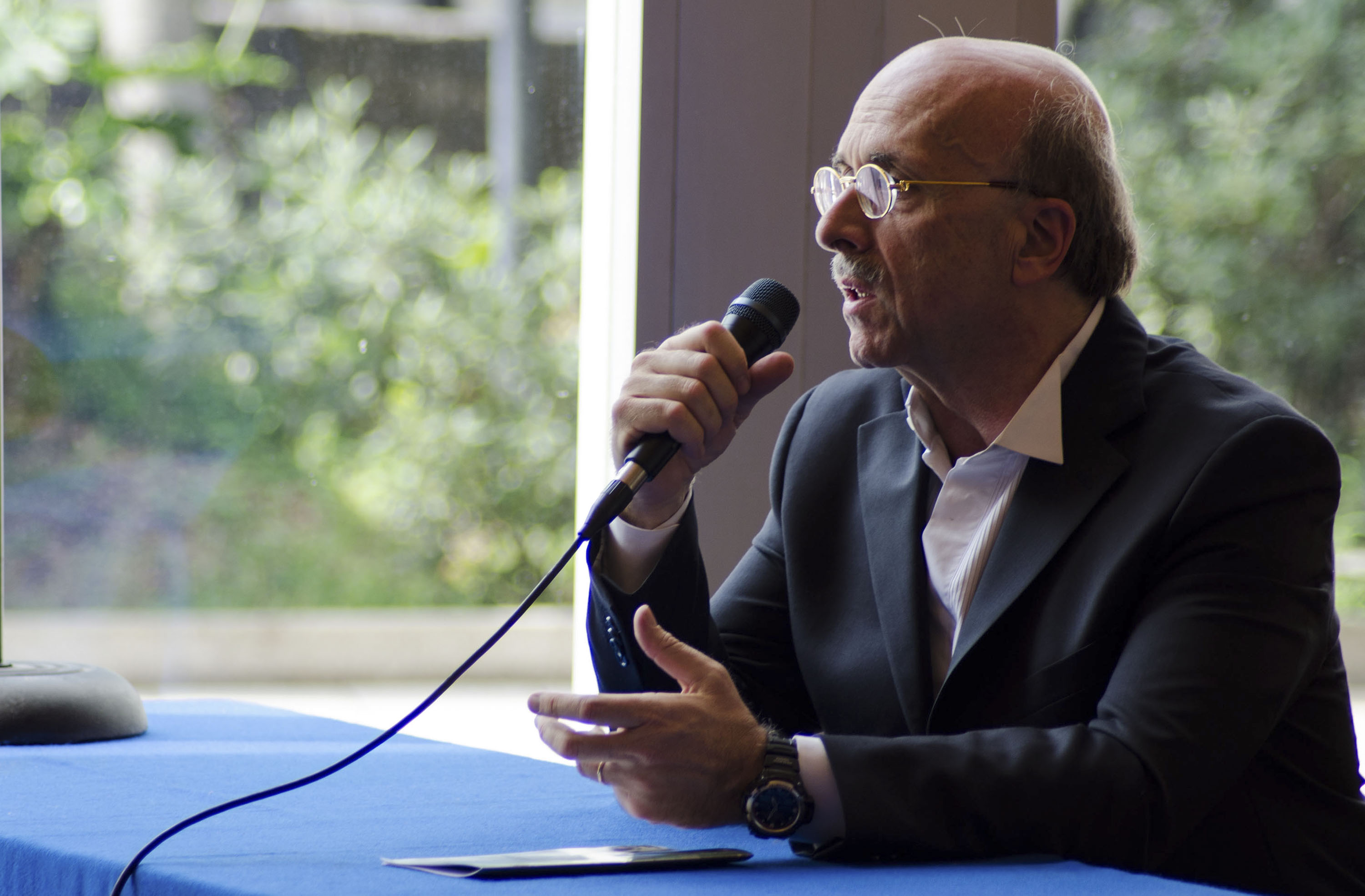
Guido Maria Guida nel 2014.

Guido Maria Guida (Torino, 11 novembre 1956) è un pianista e direttore d'orchestra italiano.

## Biografia
Guido Maria Guida si è diplomato in pianoforte, composizione e direzione d'orchestra presso i Conservatori di Torino e di Milano, studiando con Luciano Giarbella, Enrico Correggia e Giacomo Manzoni. Successivamente si è perfezionato presso l'Ecole Normale di Parigi e l'Accademia Chigiana di Siena sotto la guida di Franco Ferrara, ove nel 1978 ha ottenuto il diploma di merito.
È docente di lettura della partitura presso il Conservatorio Giuseppe Verdi di Torino. Precedentemente ha insegnato per molti anni presso il Conservatorio Giuseppe Verdi di Milano.

### Allievo di Sinopoli
Dal 1982 al 1994 ha lavorato come assistente musicale di Giuseppe Sinopoli, partecipando attivamente a numerose produzioni operistiche e sinfoniche presso il Metropolitan di New York, il Covent Garden di Londra, la Deutsche Oper di Berlino, il Nationaltheater (Monaco di Baviera), il Gran Teatro La Fenice di Venezia; collaborando inoltre con orchestre come New Philharmonia Orchestra di Londra, Orchestra dell'Accademia di Santa Cecilia, Orchestra della Radio di Stoccarda.
A fianco del suo maestro ha collaborato alle registrazioni discografiche di Macbeth e Rigoletto per conto della Philips, Madama Butterfly, Tosca, Tannhäuser, nonché dell'Ottavia Sinfonia di Mahler per conto della Deutsche Grammophon. Ha partecipato a numerose tournée in Giappone, Germania e Italia.
Sempre in veste di suo assistente ha lavorato dal 1985 al 1994 presso il Festpielhaus di Bayreuth svolgendo il ruolo di “Studienleiter”, partecipando attivamente alle produzioni di “Tannhäuser”, “Der fliegende Holländer” e “Parsifal”. Ha preso parte altresì alla prima tournée all'estero dell'Orchestra e del Coro di Bayreuth, svoltasi in Giappone nel 1989 e diretta da Sinopoli. Nell'agosto 1991 ha collaborato con il suo maestro alla produzione di Lohengrin, in una messinscena di Wolfgang Wagner, per il Festival di Taormina.

### Direzione di orchestra
Ha diretto numerose orchestre, tra le quali, quella della RIAS e la RSO di Berlino (attualmente Deutsche Symphonie Orchester), l'orchestra della Radio di Stoccarda (Süddeutscher Rundfunk), quella dell'Opera di Bonn, le Orchestre della RAI di Torino, Milano e Roma, la Sinfonica Nazionale della RAI, l'Orchestra Toho Gakuen di Tokyo, la Sinfonica Siciliana di Palermo, l'Orchestra del Teatro Regio di Torino, del Lirico di Verona, del Carlo Felice di Genova, dell'Ente lirico di Cagliari, l'Orchestra sinfonica di Bologna, l'Orchestre symphonique du Rhin di Mulhouse (Francia), la Filarmonica di Torino, la Filarmonica di Lublino, l'Orchestra del Teatro Argentino di La Plata, la Filarmonica e la Ofunam di Città del Messico, l'Orchestra Sinfonica di Xalapa (Messico), l'Orchestra Filarmonica Ungherese, l'Orchestra Sinfonica di Roma, l'Orchestra del Teatro dell'Opera Giocosa di Savona, l'Orchestra da Camera Coreana, la Korean Symphony Orchestra, l'Orchestra Giovanile del Piemonte, l'Orchestra Sinfonica della Valle d'Aosta, nonché vari ensembles quali Carme di Milano, l'ASKO Ensemble di Amsterdam, l'Ensemble Archi di Milano (già Ensemble Archi della Scala). È stato per molti anni presidente dell’Associazione Antidogma Musica, dirigendo il suo ensemble in importanti manifestazioni e festival. Degni di nota il concerto eseguito con l’Ensemble Antidogma alla presenza dell’autore nell’ambito del Festival dedicato a György Ligeti e svoltosi nel 1996, nonché l'esecuzione dell'opera "Solaris" di Enrico Correggia per il Festival MITO 2011.
Ha diretto per Festival Internazionali, quali “Horizon” di Berlino, “Settembre musica” di Torino, le “Orestiadi" di Gibellina, la “Biennale” di Venezia, il “Festival Cervantino”, il Festival Internazionale di Tamaulipas in Messico, il Festival del Centro Historico (Città del Messico).
Nel gennaio 1995 ha effettuato una grande tournée in Giappone con l'Orchestra Nazionale della RAI.
Ha diretto la “Lucia di Lammermoor” a Seul con Youngok Shin. A Los Angeles nel Chandler Pavillon ha eseguito un gala con Sumi Jo.
Nel 1996 ha debuttato presso il Teatro dell'Opera di Bellas Artes di Città del Messico eseguendo con grande successo il "Tristan und Isolde" di Wagner, nei cui ruoli principali hanno cantato Luana De Vol, Jon Fredric West e Grier Grimsley. Successivamente è stato nominato direttore principale di questo teatro. Negli anni a venire ha diretto presso l'Opera di Bellas Artes numerosissime produzioni operistiche e sinfoniche: per citarne alcune, “Samson et Dalilah” con Plácido Domingo e Carlo Cossutta, “Lucia di Lammermoor” , “Un ballo in maschera“ e “Elisir d'amore” con Ramón Vargas, “Simon Boccanegra“ con Juan Pons, “Don Giovanni” con Justino Díaz, “Boris Godunov” con Anatoly Kotscherga, nonché un gala operistico con Francisco Araiza.
Ha inciso con Giuseppe Giacomini due compact-disc per la casa Bongiovanni; ha inoltre inciso per la Capriccio, Ricordi, Fonit Cetra e Urtext.
Ha lavorato con solisti quali, tra gli altri, Maria Tipo, Cyprien Katsaris, Laura De Fusco, Horacio Gutierrez, David Geringas e Giuliano Carmignola.
Nel maggio 1999 ha eseguito l'opera “Florencia en el amazonas” di Daniel Catan con l'Orchestra dell'Opera di Bellas Artes di Città del Messico. Nel 1999 ha ivi diretto la Salome di R. Strauss e successivamente il Wozzeck di A. Berg.
Nel febbraio 2001 ha eseguito “La Traviata” con Angeles Blancas e Rolando Villazón.
Nel marzo 1999 ha inaugurato la stagione del Teatro Colon di Buenos Aires dirigendo “La Traviata”, nel cui ruolo principale ha cantato June Anderson. ‘E tornato nella stagione del 2000 per dirigere “Il Trovatore”.
Dal mese di marzo 2003 al marzo 2006 ha eseguito nel Teatro di Bellas Artes di Città del Messico l'intero ciclo de “L'Anello del Nibelungo” di R. Wagner ottenendo un entusiastico successo da parte del pubblico e della critica. L'affascinante produzione scenica era firmata da uno dei più interessanti registi messicani, Sergio Vela, con una complessa scenografia affidata al giovane Jorge Ballina. “Das Rheingold” e “Götterdämmerung” non erano mai stati eseguite in Messico, tanto meno l'integrale della Tetralogia.
Nell'agosto 2003 ha partecipato con l'Orchestra Giovanile del Piemonte al prestigioso Festival Young Euro Classic di Berlino e Stoccarda.
Nell'ottobre 2004 ha debuttato presso il Teatro dell'Opera di Houston (Houston Grandopera), ove ha eseguito in prima assoluta la nuova opera di Daniel Catan “Salsipuedes”, riscuotendo grandi consensi da parte del pubblico e della stampa internazionale.
Successivamente ha diretto Manon Lescaut di Puccini, nei cui ruoli principali hanno cantato Veronica Villarroell ed Alfredo Portillaper la stagione dell'Opera di Bellas Artes (Città del Messico), replicando successivamente la produzione presso il Festival Internacional Cervantino.
Ha eseguito nel 2008 un importante concerto wagneriano con il celebre soprano Jane Eaglen e l'Orchestra Filarmonica di Jalisco (Guadalajara-Messico).
Nel 2009 gli è stato conferito dal Centro “Pannunzio” il premio Torino Libera - “Valdo Fusi”.
Nel 2012 ha eseguito la VIII sinfonia di Bruckner con l'Orchestra Filarmonica di Città del Messico, proseguendo così un progetto dedicato all'esecuzione del repertorio tardo romantico mitteleuropeo. Nel corso degli ultimi anni ha infatti diretto numerose sinfonie sia di Bruckner che di Mahler, non trascurando tuttavia il sinfonismo classico e romantico.
Nel maggio 2012 ha eseguito presso il Teatro dell'Opera di Bellas Artes di Città del Messico “Die Frau ohne Schatten” di R. Strauss, anche in questo caso con una bellissima produzione del regista Vela.
Nell'ottobre 2013 ha effettuato una tournée in Usa con l'Ensemble Nuove Musiche per le celebrazioni dell'anno verdiano, suonando in prestigiose sale di Philadelphia, Washington, Chicago e Boston. Il progetto si è avvalso dell'appoggio del grande musicologo verdiano Philip Gossett.
Recentemente ha eseguito due produzioni operistiche presso la Kansai Nikikai Opera Company di Osaka: "Le Nozze di Figaro" di W.A. Mozart, successivamente "Cavalleria Rusticana" di P. Mascagni e "Pagliacci" di R. Leoncavallo. Tornerà ad Osaka per ulteriori produzioni sinfoniche ed operistiche.
Nell’Ottobre 2021 ha diretto l’Orchestra e il Coro del Teatro Bellini di Catania nell’esecuzione di un complesso spettacolo dedicato a musiche di Bellini, Wagner e Sinopoli intitolato “Flânerie tra genio, mito e musica”, progetto ideato dal filosofo Antonino Rapisarda.

### Corale Stefano Tempia
Dal dicembre 2008 al marzo 2021 è stato direttore artistico dell'Accademia Corale Stefano Tempia di Torino, la più antica istituzione corale italiana, fondata nel 1875. In quest'ambito, nel corso della programmazione delle stagioni concertistiche, ha ampliato il repertorio della compagine dedicando una particolare attenzione ai vari aspetti della coralità e della vocalità, dal Rinascimento alla musica contemporanea, con una particolare attenzione al repertorio romantico e alle composizioni vicine alla grande letteratura. Ad esempio fu degna di nota l'esecuzione dei melologhi "Oedipus in Kolonos" di F. Mendelssohn-Bartholdy e "Die Weihe des Hauses" di L. v. Beethoven.

## Discografia (parziale)
Pietro Borradori, Disco Monografico - Ensemble Carme/Guida, Fonit Cetra
Franco Donatoni, Disco Monografico - Ensemble Carme/Guida, Ricordi
David, Le Désert Cantata Per Soli, Coro E Orchestra - Rundfunk Symphonie Orchester/Chor Der St. Hedwig Cathedral/Ottenthal/Lazzaretti/Guida, Capriccio
Szymanowsky, Lieder Des Verliebten Muezzins Op. 42 Per Soprano E Orchestra - Rundfunk Symphonie Orchester/Ottenthal/Guida, Capriccio
Reyer, Le Sélam “Symphonie Oriental” - Rundfunk Symphonie Orchester/Chor Der St. Hedwig Cathedral/Ottenthal/Lazzaretti/Glashof/Guida, Capriccio
Castagnoli, “Al Museo In Volo E A Zombi” - Coro E Orchestra Della Rai Di Torino/Guida, Fonit Cetra
Vacchi, Luoghi Immaginari 1987/1992 - Solisti Dell'orchestra Sinfonica Siciliana/Guida, Ricordi
Verdi/Giordano/Puccini/Ponchielli/Cilea/Leoncavalo/Meyerbeer, Arie - Giuseppe Giacomini/Guido Maria Guida/Symphonia Perusina/Bongiovanni
Rossini/Donizetti/Meyerbeer/Verdi/Bizet/Puccini/Massenet/Cilea, Arie - Giuseppe Giacomini/Guido Maria Guida/Symphonia Perusina/Bongiovanni
Brahms/Mozart/Strauss, Tragische Ouverture Op.81/Concerto N° 24 K467 Per Pianoforte E Orchestra/“Tod Und Verklärung” - Hungarian Philharmonic/Caroline Doerge/ Guido Maria Guida, Bgs D'arcy
Haydn/Weber/Dvorak/Grieg/Jacob/Händel/Mexican Traditional Music, Guido Maria Guida/Sinfonietta Ventus Live Cd  Urtext Mexico Conaculta
Wagner/Schoenberg, Guido Maria Guida/Sinfonietta Ventus Urtext